# Galalaukiai
Galalaukiai è un piccolo centro abitato del distretto di Ignalina della contea di Utena, nel nord-est della Lituania. Secondo il censimento del 2011, la popolazione ammonta a 25 abitanti. Si trova un chilometro a est rispetto a Didžiasalis, così come uno a est di Dysna, proprio nei pressi del confine tra la Bielorussia e la Lituania.